# Lithobius variegatus
Lithobius variegatus är en mångfotingart som beskrevs av Leach 1814. Lithobius variegatus ingår i släktet Lithobius och familjen stenkrypare.

## Underarter
Arten delas in i följande underarter:
- L. v. rubriceps
- L. v. variegatus